# Ataxia cerebelosa autosómica dominante
La ataxia cerebelosa autosómica dominante (ADCA por sus siglas en inglés) es un conjunto de enfermedes de origen hereditario que se transmiten según un patrón autosómico dominante. Se caracterizan por provocar dificultad para la marcha (ataxia), acompañada de otros síntomas neurológicos, entre ellos trastornos de la motilidad ocular, disartria, afectación del sistema nervioso periférico y déficit cognitivo. Se han descrito más de 20 subtipos, las formas más frecuentes son la SCA3, SCA2, SCA1 y SCA8. No se conoce tratamiento espécifico para curar la enfermedad aunque son útiles las medidas de rehabilitación.

## Síntomas
Los síntomas son heterogéneos, dependiendo de la variedad concreta de la afección. Se ha identificado que la causa en muchas ocasiones es una mutación por repetición de trinucleotidos que puede afectar a diferentes localizaciones en el genoma. Las manifestaciones clínicas y su gravedad dependen del tamaño de la repetición, su situación y el tiempo de evolución de la enfermedad. La forma más frecuente en la mayoría de las poblaciones es la SCA3 o Enfermedad de Machado-Joseph.
Lós síntomas principales consisten en manifestaciones neurológicas que progresan con lentitud a lo largo del tiempo y están causadas por alteraciones en la función del cerebelo (síndrome cerebeloso). Generalmente existe dificultad para la marcha (ataxia), trastornos de los movimientos oculares, dismetría y dificultad para hablar (disartria). En ocasiones se produce temblor o movimientos anómalos involuntarios, convulsiones, trastornos de comportamiento, déficit en las capacidades cognitivas, afectación de los nervios periféricos y alteraciones psiquiátricas. También puede existir perdida de visión por distrofia pigmentaria que afecta a la retina. Las manifestaciones suelen aparecer entre los 30 y 40 años, aunque existe mucha variación dependiendo de la alteración concreta, en algunos casos se inicia ya en la infancia y en otros no aparece sintomatología hasta después de los 60 años.

## Epidemiología
A nivel mundial se estima que existen alrededor de 6 casos por cada 100 000 personas. En Europa la frecuencia es menor, entre 1 y 3 casos por 100 000 habitantes. Determinadas comunidades tienen una frecuencia superior debido a lo que se denomina en genética efecto fundador.

## Herencia
Se heredan según un patrón autosómico dominante, es decir el defecto genético proviene únicamente de uno de los progenitores. Se diferencian por lo tanto de otros tipos de ataxias hereditarias que se heredan según un patrón autosómico recesivo, como la ataxia de Friedreich.

## Causas

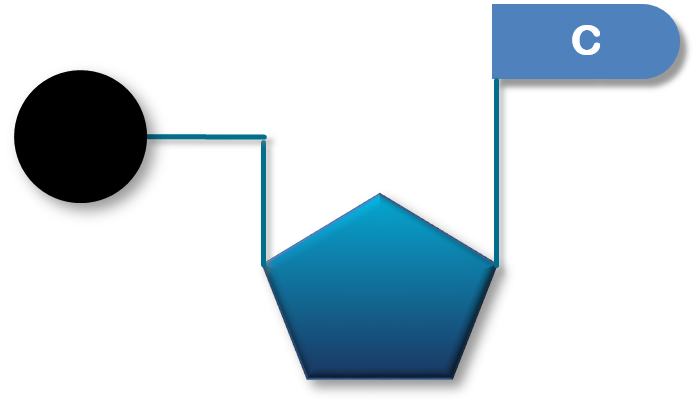
Un nucleótido está formado por un grupo fosfato, un monosacárido de 5 átomos de carbono (pentosa) y una base nitrogenada. En la imagen la base nitrogenada es citosina y se representa con la letra C.

En 21 subtipos se ha detectado el gen causante. Dependiendo del tipo de mutación, las distintas variedades se clasifican en tres grupos:
- Causadas por expansión del tricucleotido CAG en regiones codificantes.
- Causadas por expansión de trinucleotidos en regiones no codificantes.
- Mutaciones convencionales.

Las enfermedades por expansión de trinucleótidos, son trastornos de origen genético, originados por una mutación que aumenta el número de repeticiones de un triplete de nucleótidos en una sección determinada del ADN. Los nucleótidos son los elementos básicos que forman la molécula de ADN en la que se encuentra la información genética de los organismos vivos. Con frecuencia en este tipo de trastornos la secuencia que se repite un número anormalmente alto de veces está formada por los nucleótidos citosina, adenina y guanina (CAG).

## Fisiopatología
Los síntomas se deben a un proceso de degeneración progresiva de determinadas neuronas (neurodegeneración), sobre todo las localizadas en el cerebelo. Este proceso está mediado por proteínas mutantes que provocan daño en las neuronas y dificultan la neurotransmisión a través de las sinapsis.

## Variantes
Se emplean las siglas SCA, acrónimo del inglés (Spinocerebellar Ataxia).
| Tipo de Deg. Esp.  | Promedio del comienzo (rango en años)     | Promedio de duración (rango en años)                                     | Qué experimenta el paciente | Origen común      | Problemas con el ADN                                 |
| ------------------ | ----------------------------------------- | ------------------------------------------------------------------------ | --- | ----------------- | ---------------------------------------------------- |
| SCA1 (ATXN1)       | 4ª década (10 -60)                        | 15 años (10-35)                                                          | Sacadas hipermétricas, lentas, neurona motora superior (nota: las sacadas relacionan a movimientos oculares)                                                    |                   | CAG repetitivo, 6p (ataxina 1)                       |
| SCA2 (ATXN2)       | 3ª - 4ª década (10-60)                    | 10 años (1-30)                                                           | Velocidad de sacadas disminuidas areflexia (ausencia de reflejos neurológicos )                                                                                 | Cuba              | CAG repetitivo, 12q                                  |
| SCA3 (MJD) (ATXN3) | 4ª década (10-70)                         | 10 años (1-20)                                                           | También llamada Enfermedad de Machado-Joseph (MJD) evoca nistagmo (rápido e involuntario movimiento oscilatorio del ojo) neurona motora superior lentas sacadas | Azores (Portugal) | CAG repetitivo, 14q                                  |
| SCA4 (PLEKHG4)     | 4ª - 7ª década (19-72)                    | Décadas                                                                  | Arrreflexia (ausencia de reflejos neurológicos) |                   | Cromosoma 16q                                        |
| SCA5 (SPTBN2)      | 3ª - 4ª década (10-68)                    | >25 años                                                                 | Síndrome cerebeloso |                   | Cromosoma 11                                         |
| SCA6 (CACNA1A)     | 5ª - 6ª década (19-71)                    | >25 años                                                                 | Se reduce el nistagmo, vértigo posicional síntomas que pueden aparecer tan tarde como a los 65 años                                                             |                   | CAG repetitivo, 19p gen de canal del calcio          |
| SCA7 (ATXN7)       | 3ª - 4ª década (0.5 - 60)                 | 20 años (1-45; aparición temprana correlacionada con duración más breve) | Degeneración macular asociada a la edad, neurona motora superior, sacadas lentas                                                                                |                   | CAG repetitiva, 3p (ataxina 7)                       |
| SCA8 (IOSCA)       | 39 años (18-65)                           | expectativa de vida normal                                               | Nistagmo horizontal (rápido e involuntario movimiento oscilatorio del ojo humano), inestabililidad, pérdida de coordinación                                     |                   | CTG repetitivo, 13q                                  |
| SCA10 (ATXN10)     | 36 años                                   | 9 años                                                                   | Ataxia, convulsiones | México            | Cromosoma 22q vinculado a pentanucleótido repetitivo |
| SCA11              | 30 años (15-70)                           | Expectativa de vida normal                                               | Permite caminar autónomamente. |                   | 15q                                                  |
| SCA12 (PPP2R2B)    | 33 años (8-55)                            |                                                                          | Temblor de cabeza y manos, akinesia (pérdida de la función motora normal, resultando en movimientos deteriorados musculares)                                    |                   | CAG repetitivo, 5q                                   |
| SCA13              | Niñez o adultez dependiendo de mutaciones | Depende de KCNC3 (una clase de gen)                                      | retraso mental |                   | 19q                                                  |
| SCA14 (PRKCG)      | 28 años (12-42)                           | Décadas (1-30)                                                           | Mioclono (una repentina contracción muscular sin ningún ritmo o patrón)                                                                                         |                   | 19q                                                  |
| SCA16              | 39 años (20-66)                           | 1–40 años                                                                | Temblor de cabeza y manos |                   | 8q                                                   |
| SCA17 (TBP)        |                                           | CAG repetitivo, 6q (proteína de unión TATA)                              | |                   |                                                      |
| SCA19, SCA22       |                                           |                                                                          | Síndrome cerebeloso, disartria |                   |                                                      |
| SCA25              | 1,5-39 años                               | desconocido                                                              | Ataxia, vómitos y dolor gastrointestinal |                   | 2p                                                   |
| SCA27              | 15-20 años                                | Desconocido                                                              | Ataxia con cognición baja, discinesias, temblor. |                   | FGF14 13q34                                          |